# Brak u Litvi
Seimas je krajem lipnja odbacio prijedlog za legalizaciju životnog partnerstva osoba istog spola. Prijedlog su definirali i predložili uglavnom liberalni zastupnici. 59 zastupnika u parlamentu Seimasu glasovalo je protiv, 20 je bilo suzdržanih i 29 za.  Da bi se nastavila procedura, u 1. fazi zakonodavnog postupka prijedlog mora prikupiti većinu svih glasova te suzdržani glas je u biti glasovanje protiv. Za su bila 9 konzervativaca, 9 devet socijaldemokrata, 8 liberala i 3 neovisna člana. Iz vladajuće stranke Savez poljoprivrednika i zelenih, oporbene Red i pravda i neovisne Izborna akcija Poljaka Litve nitko nije podržao prijedlog. Pokušaj da se zadovolji liberalne medije i birokrate u Bruxellesu nije uspio. Pokušalo se poništiti nacionalni konsenzus o moralnim pitanjima i vratiti prijedlog na reviziju ali srećom nije nego je potpuno odbijen. Protiv vraćanja na reviziju bilo je šezdesetčetvero pripadnika Seimasa, a samo 43 je podržalo reviziju. Time je parlament iskazao potporu stvarnoj volji naroda i prirodnom poretku stvari. Ankete su potvrdile da više od 80 posto Litavaca jasno je protiv bilo kojeg oblika istospolnog partnerstva, a među biračima vladajuće stranke Savez poljoprivrednika i zelenih to je više od 90 posto. U Litvi zahvaljujući pobjedi razuma Zakon o zajedničkom životu štiti prirodnu obitelj, jer ne izjednačava druge oblike zajedničkog života s izvanrednom zajednicom oženjenog muškarca i žene i njihove djece.
Litva je tako poslušala riječi pape Franje rečenih u govoru pape Franje uručenom litavskim biskupima, koje je 3. veljače 2015. papa primio u prigodi njihova posjet ad limina. Sveti Otac osvrnio se na temu obitelji. Upozorio je da je Litva izložena ideologijama koje na osnovi krivog poimanja osobne slobode, žele destabilizirati obitelji. Ohrabrio je litavske biskupe da na srcu imaju pastoral obitelji, da bi supružnici osjetili bliskost kršćanske zajednice i da bi im ona pomogla ne suobličiti se ovome svijetu, nego se trajno obnavljati u duhu Evanđelja.